# Roseau, Minnesota
Roseau este sediul comitatului Roseau, unul din cele 86 de comitate ale statului american Minnesota. Populația localității fusese de 2.633 de locuitori la recensământul din anul 2010.